# Хой (Чечня)

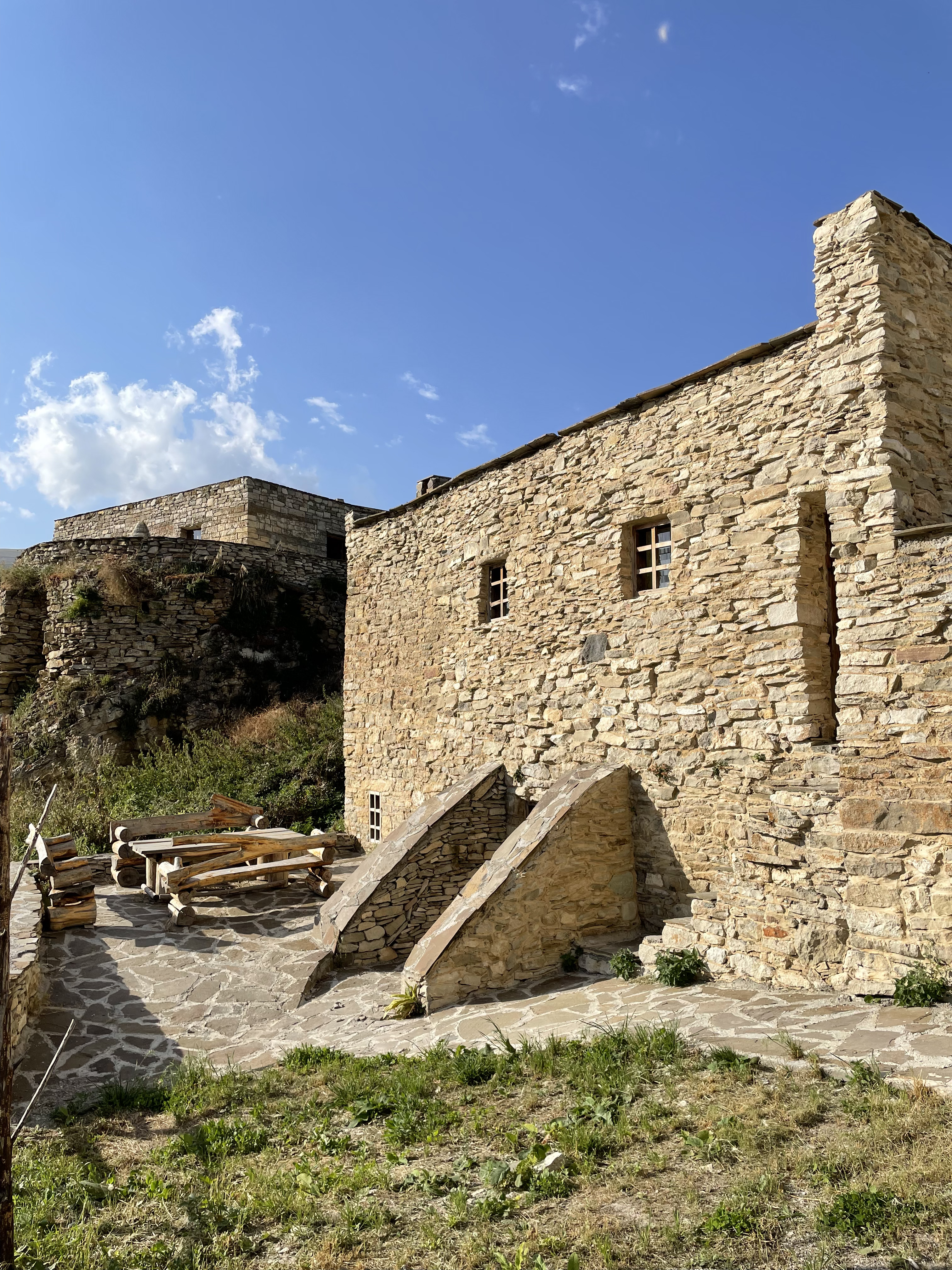
Хой старая улица

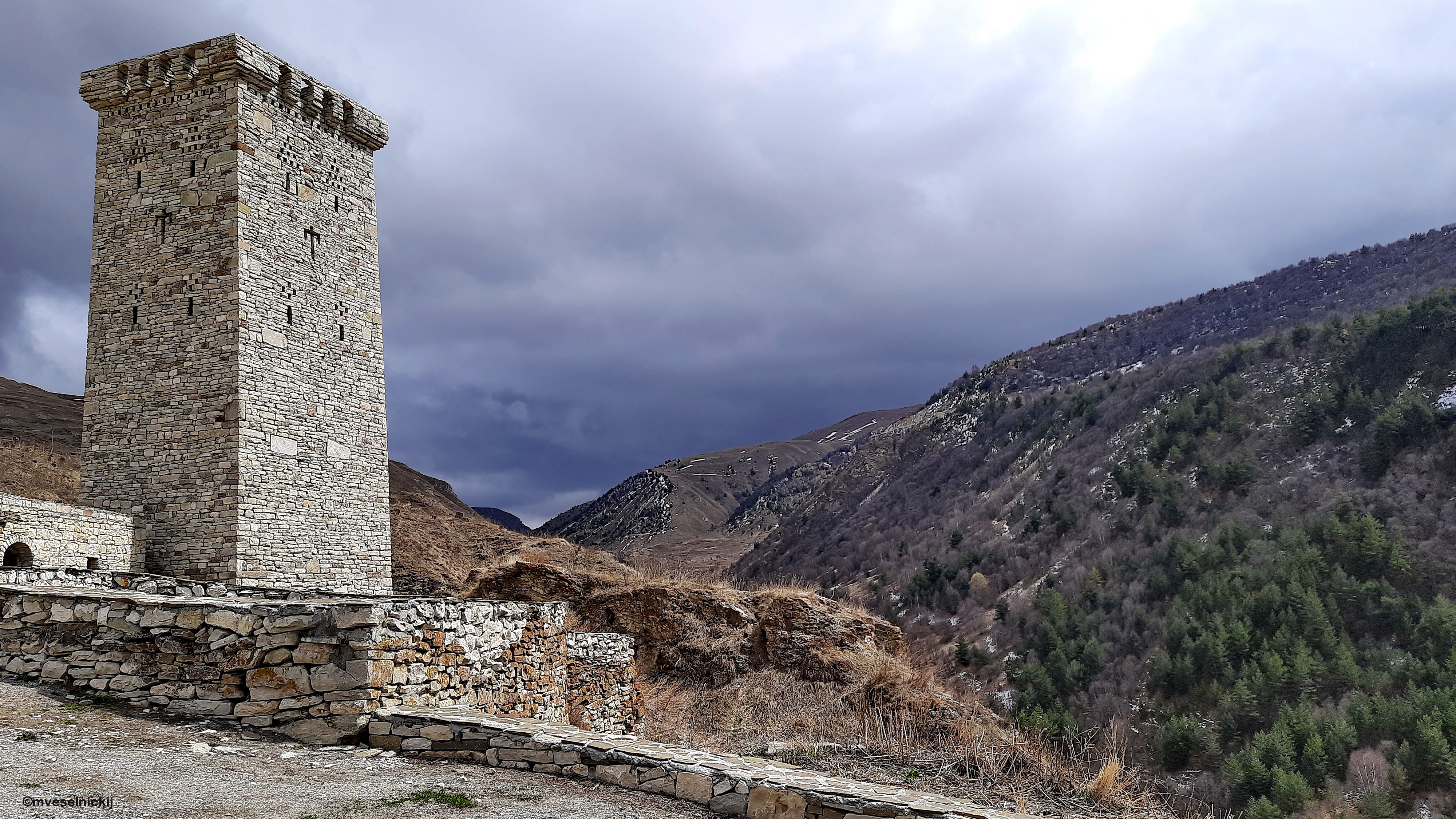
Сторожевая башня

Хой (чечен. Хуо, Хо) — село в Веденском районе Чеченской Республики. Административный центр Хойского сельского поселения. На территории села расположен Хойский историко-архитектурный комплекс.

## География
Село расположено на левом берегу реки Ахкете, в 45 км к югу от районного центра Ведено, в 113 км от Грозного и 2 км к югу от высокогорного озера Кезенойам.
Ближайшие населённые пункты: на юго-западе — Макажой, Ихарой и Харкорой, на северо-западе — Ари-Аул, на юго-востоке — Тандо (Дагестан).

## Этимология
Названия села Хой (чечен. Хо), в переводе с чеченского языка означает — «стража», «дозор» или «поселение стражников».

## История
До выселени чеченцев в Среднюю Азию в 1944 году, село входило в состав Чеберлоевского района. Ныне, согласно планам восстановления Чеберлоевского района, село планируется передать в его состав.
Начато активное восстановление населённого пункта. Желающие выходцы из села, которые проживают в равнинных сёлах республики, будут возвращены. По указу главы Чечни Рамзана Кадырова село получило статус административного центра образованного Хойского сельского поселения.

## Население
По переписи 1867 года в селе было 195 домов и около двух тысяч жителей, в 1890 году с. Хой состоял из 92 дворов в которых проживало 473 человек (234 мужчин и 239 женщин), население — чеченцы.
| 2002 | 2010 |
| ---- | ---- |
| 0    | ↗49  |

## В сигиллатии

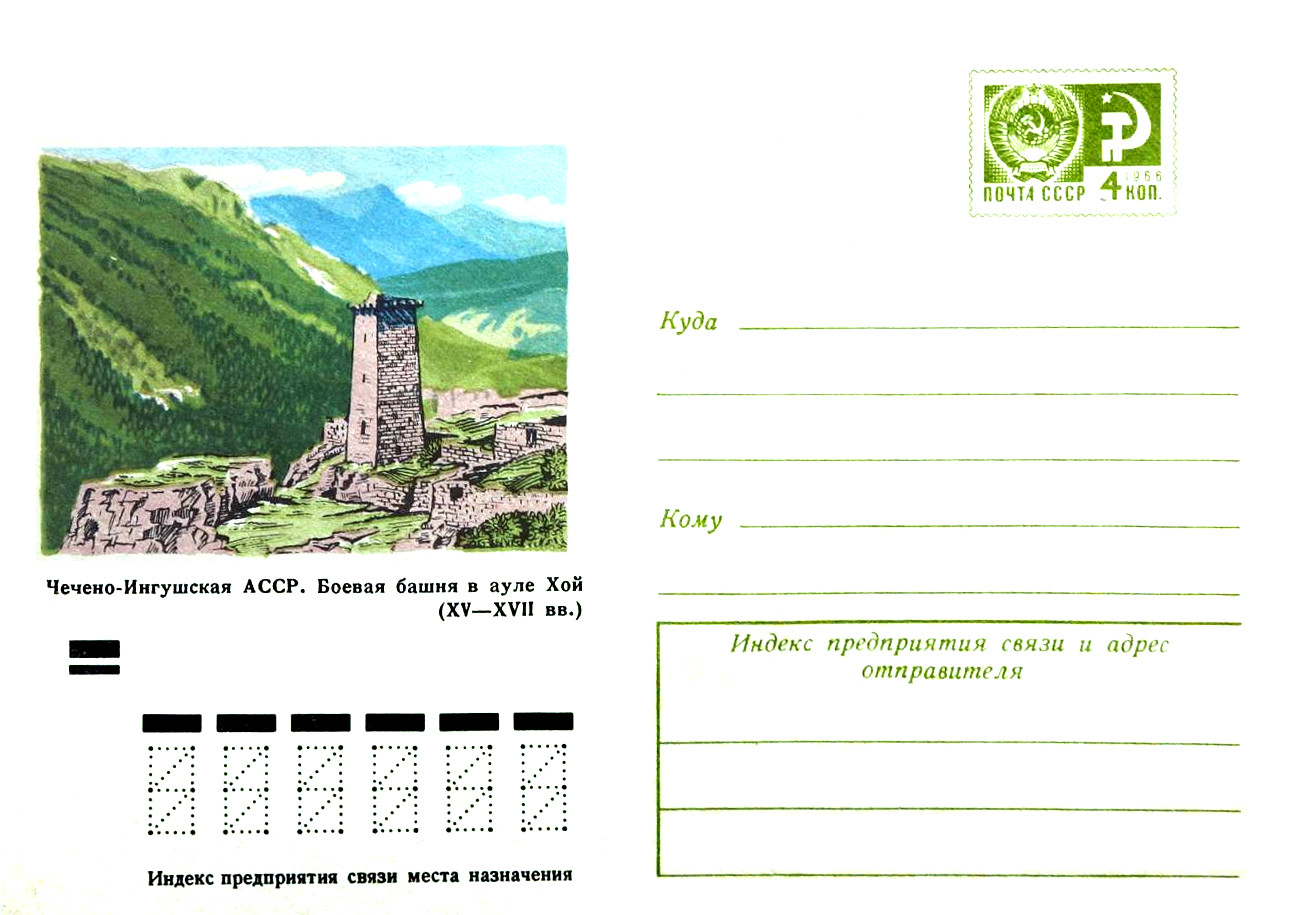
Конверт СССР «Чечено-Ингушская АССР. Боевая башня в ауле Хой». 1973 год.

В 1973 году в СССР был выпущен художественный маркированный конверт «Чечено-Ингушская АССР. Боевая башня в ауле Хой».

## Галерея

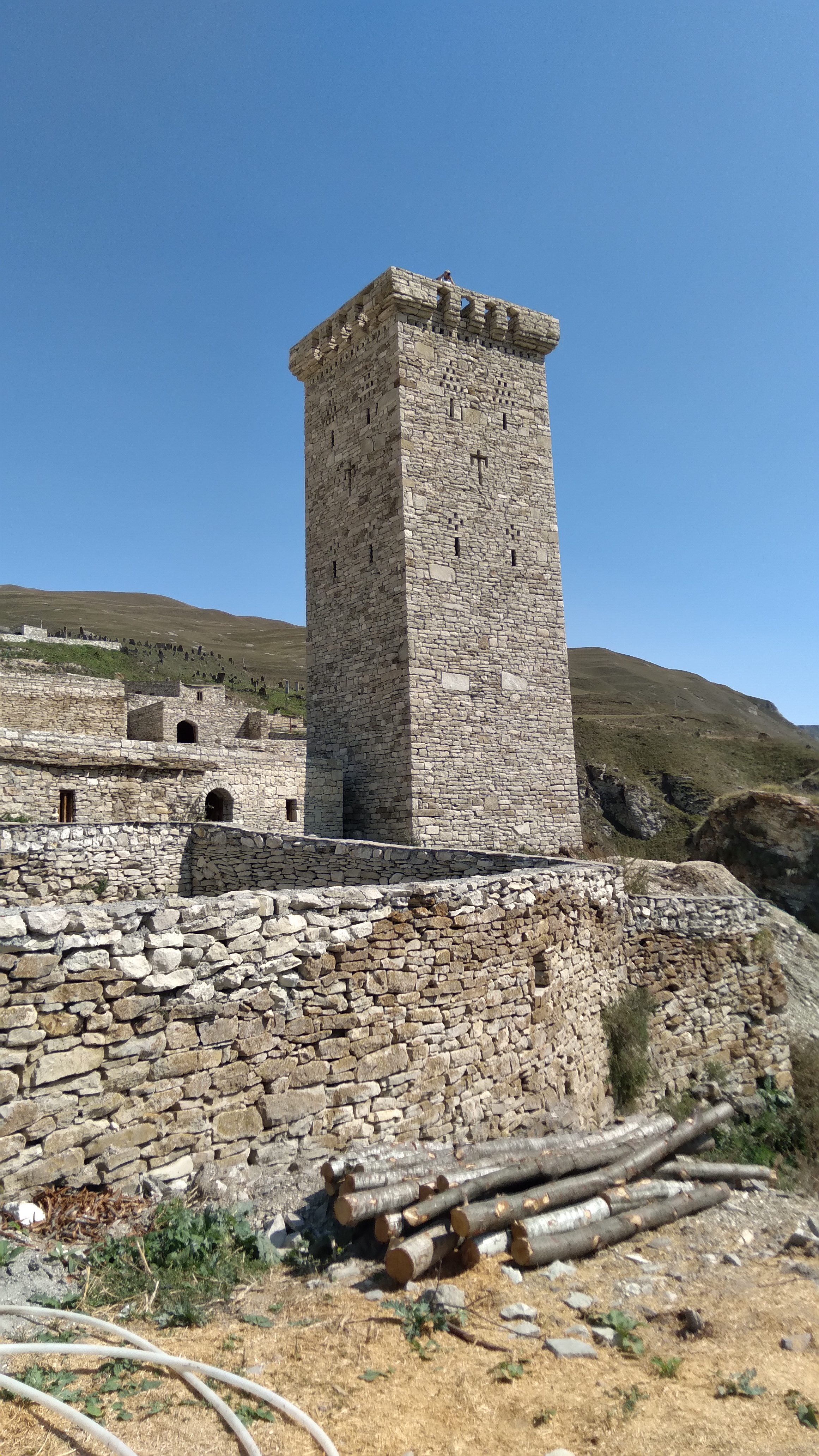
Хойская боевая башня
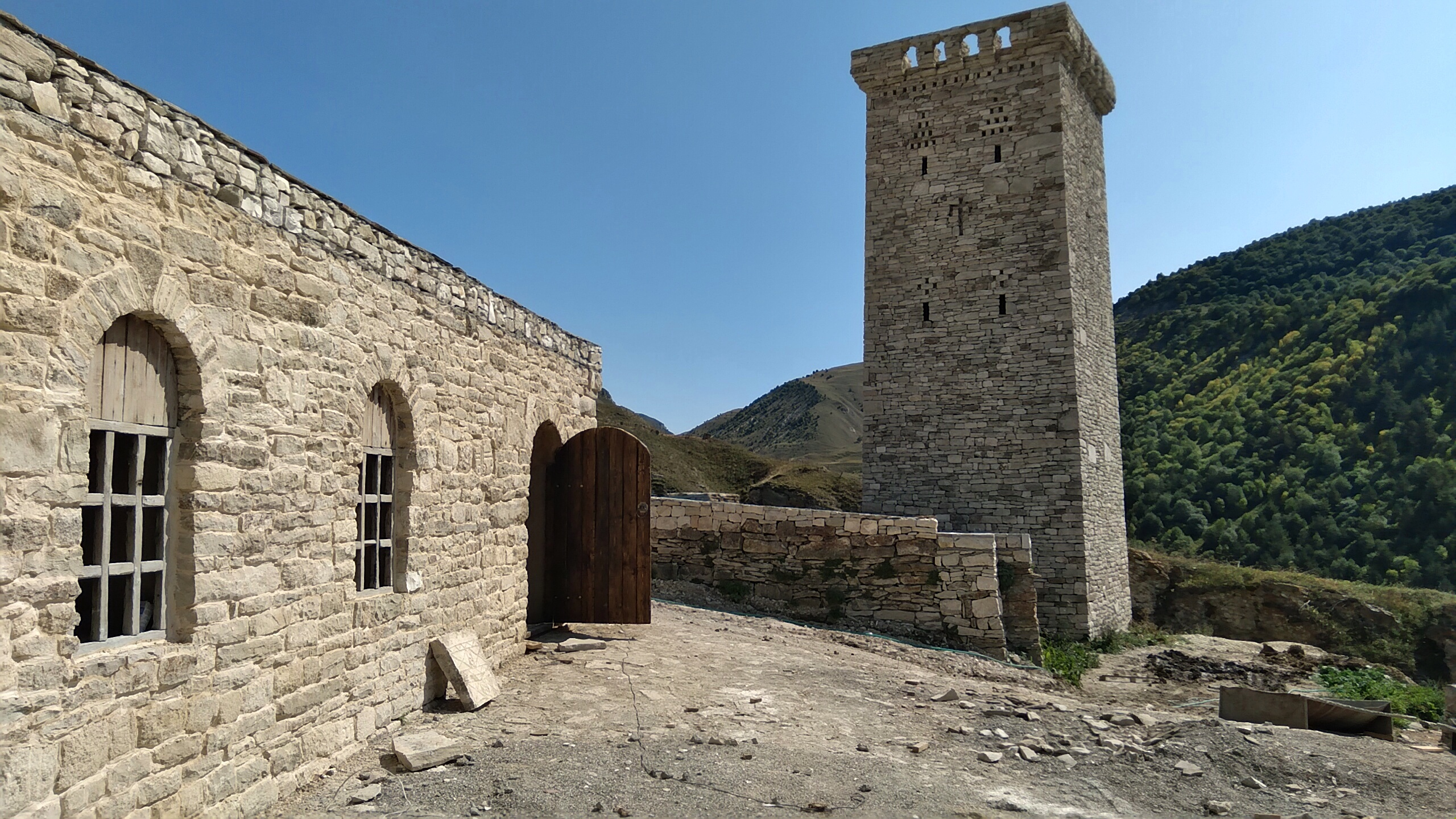
Хой башня
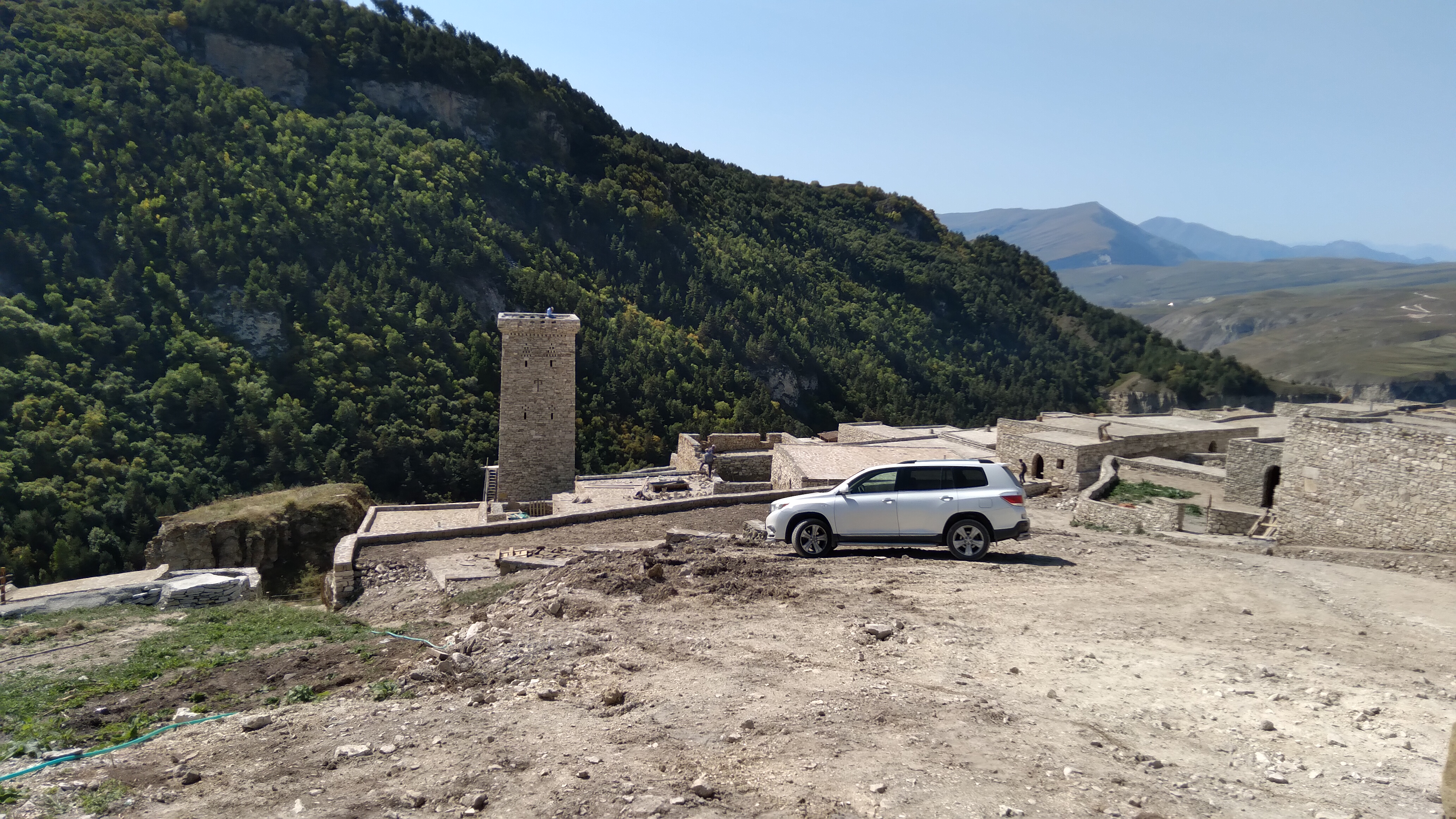
Общий вид Хойской башни
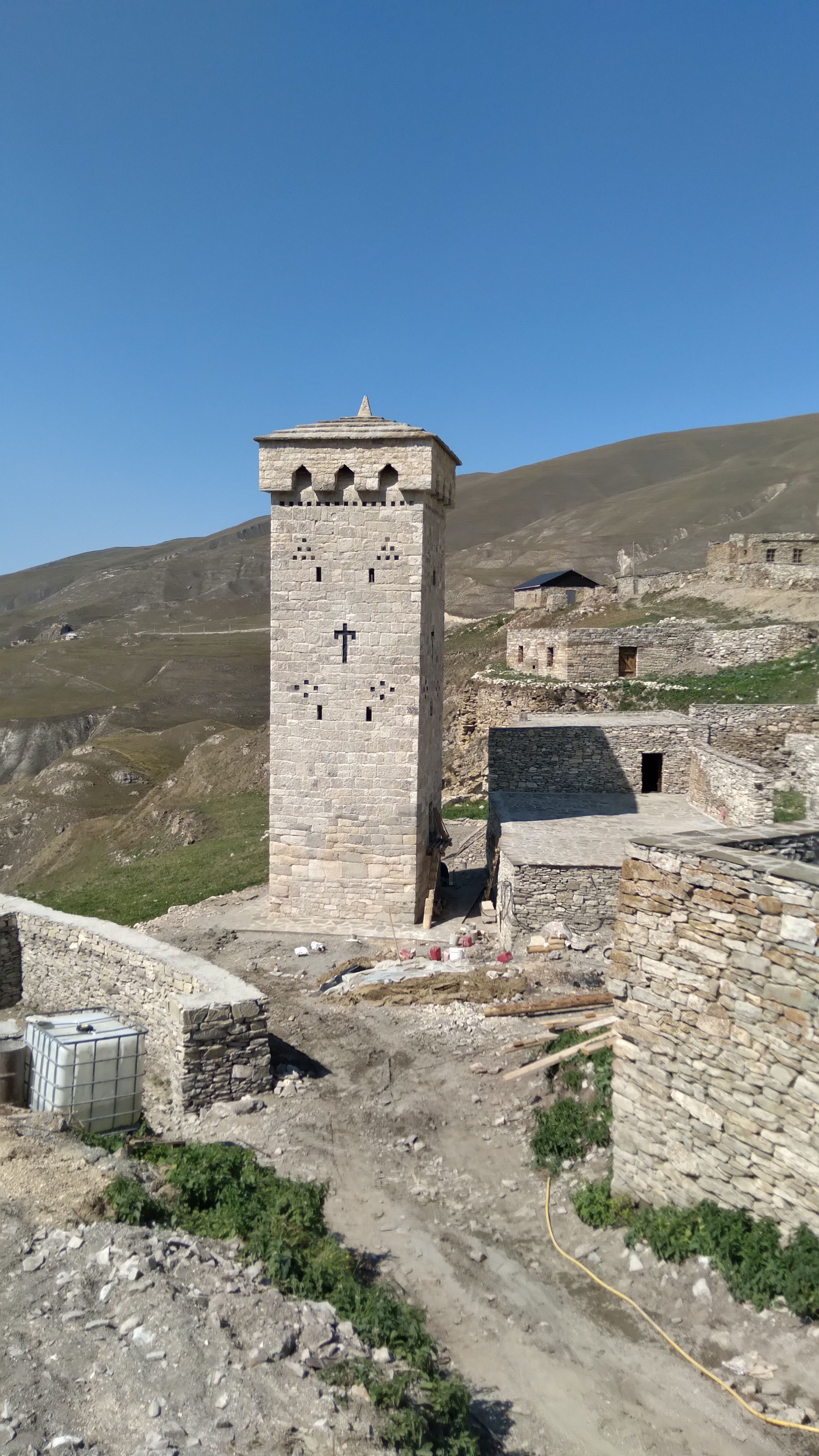
Эми-бов в замковом комплексе Хой
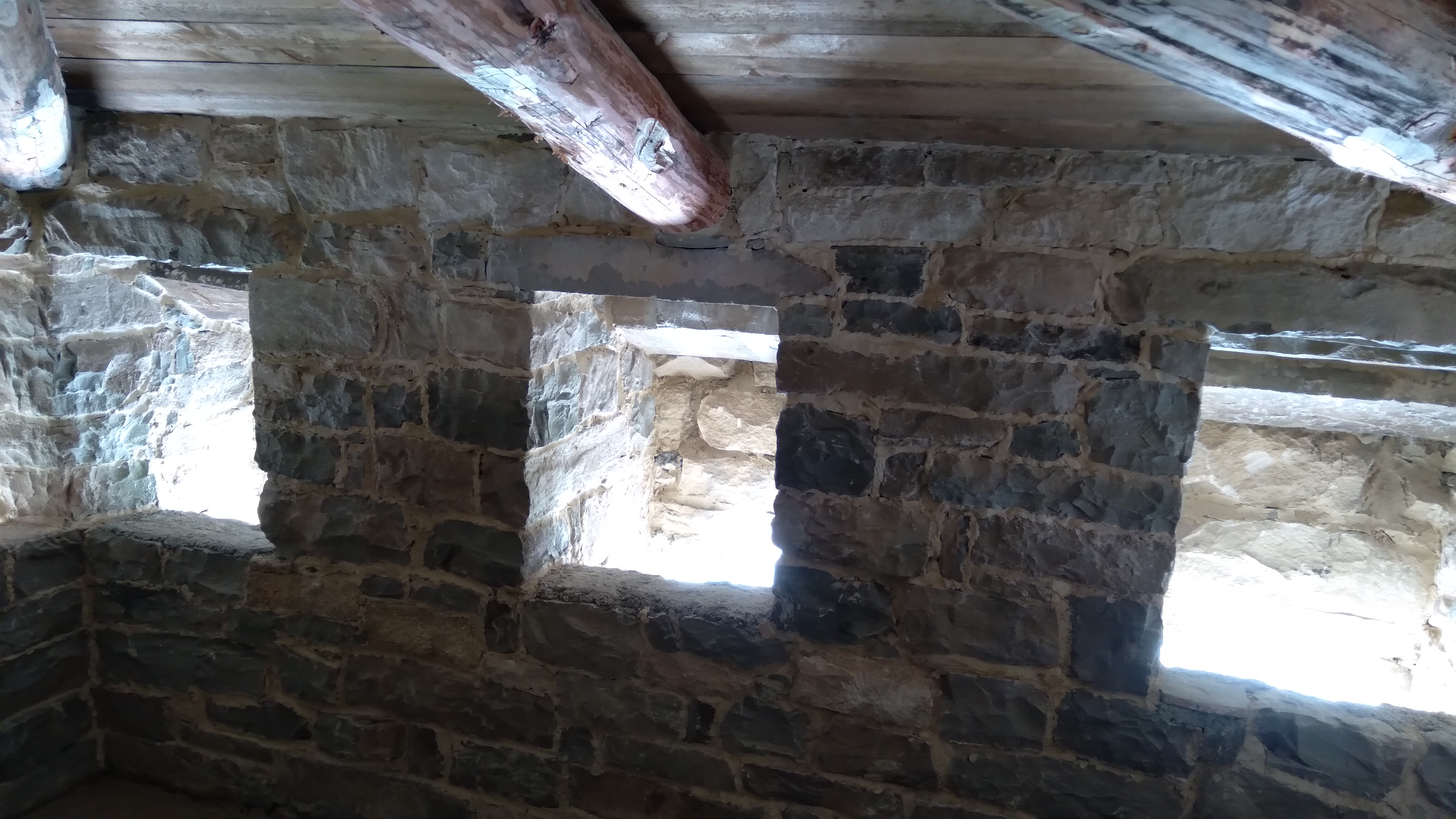
Вид изнутри Эми-бов
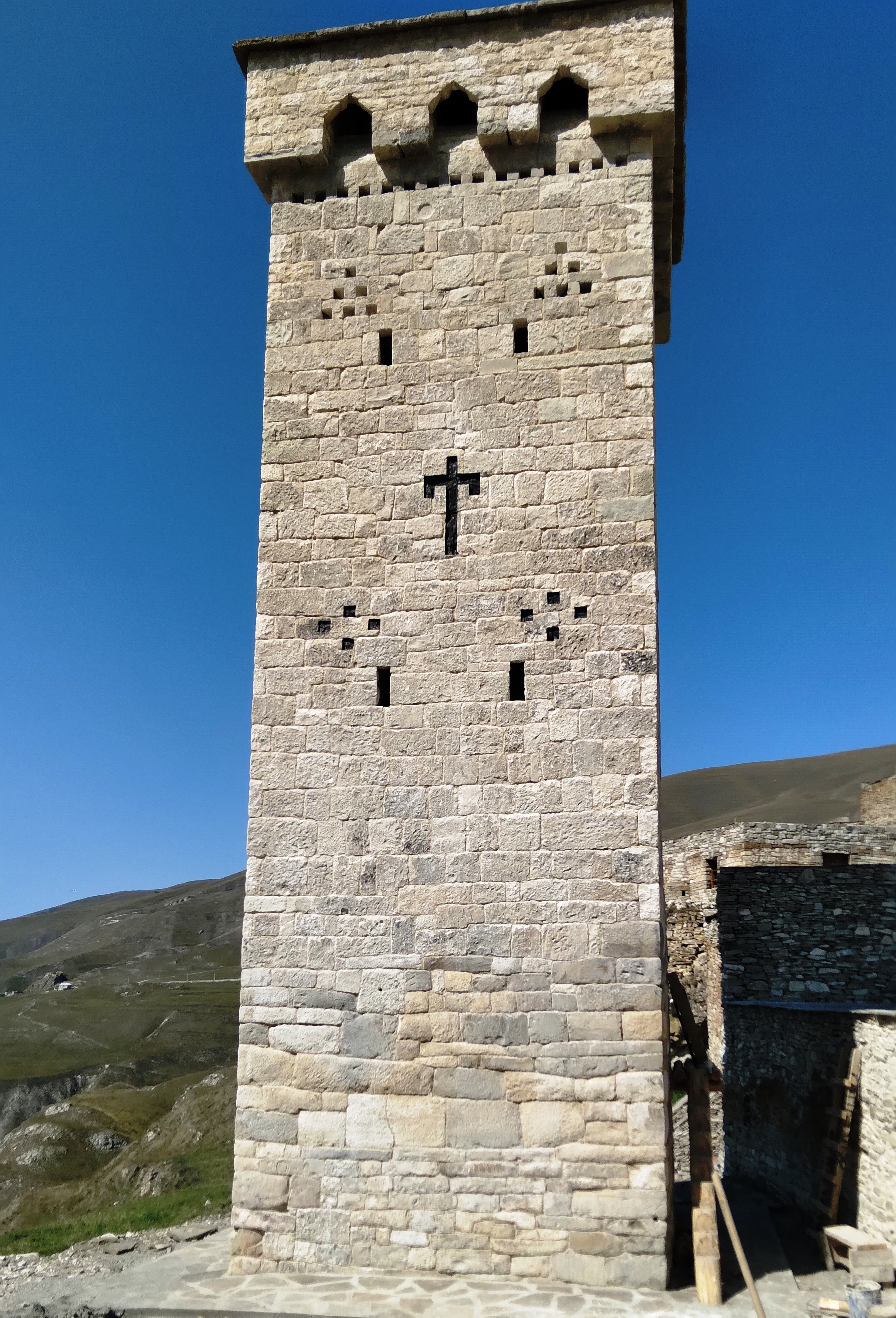
Стены башни Эми украшены символами древней культуры Чеченцев
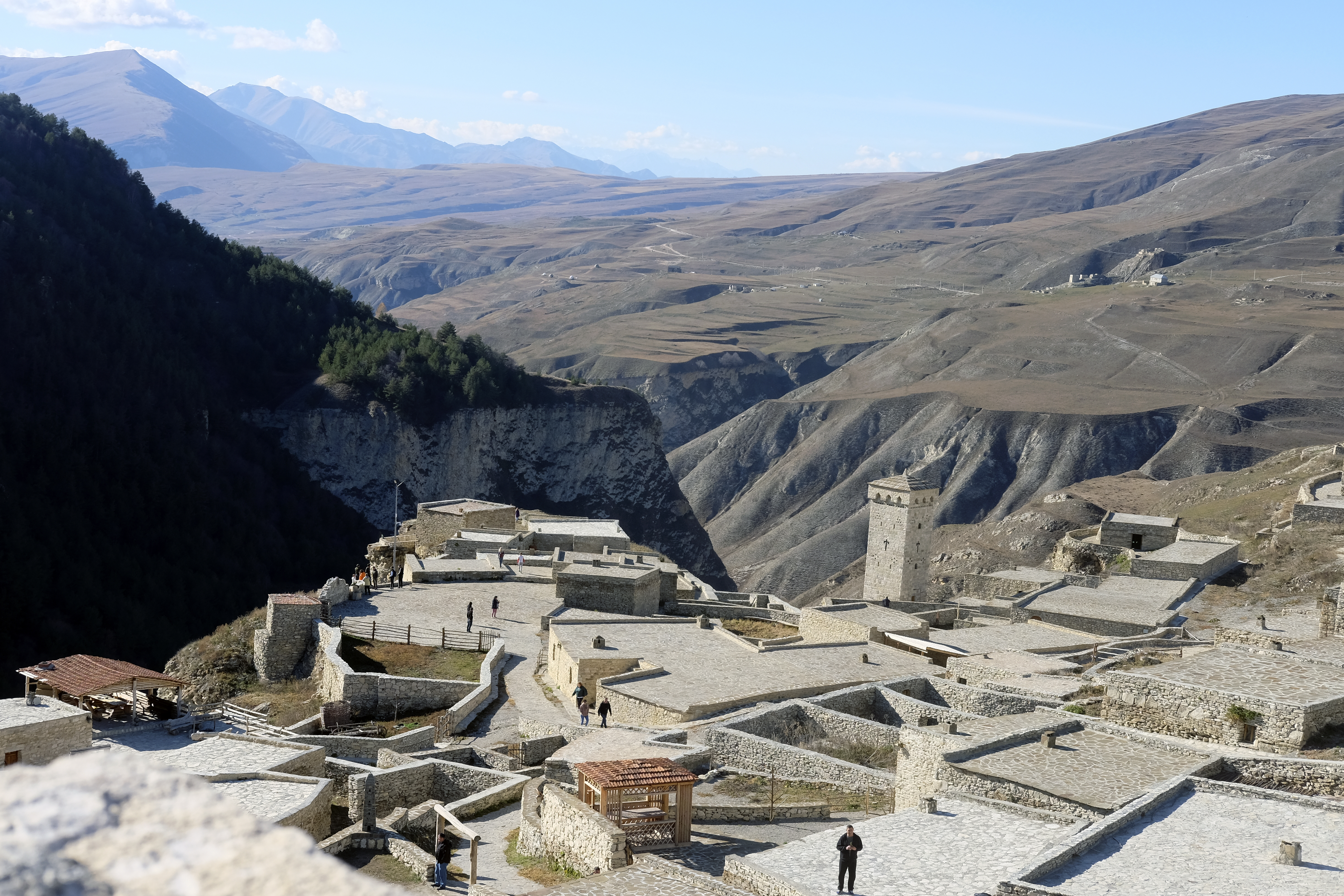
Вид со сторожевой башни
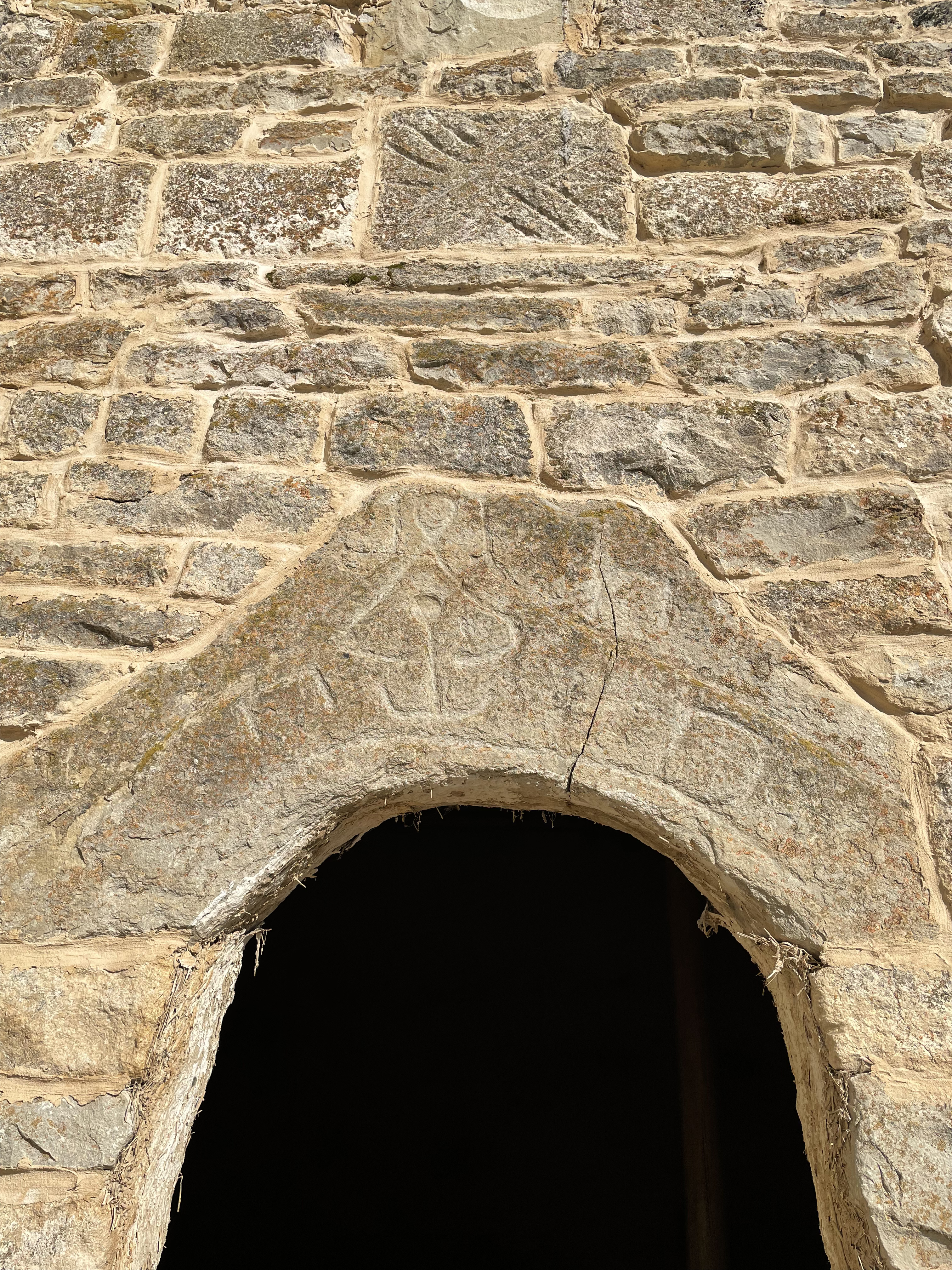
Петроглифы